# Kjell Tånnander
Kjell Tånnander   (Långarödse, 25 de juny de 1927) és un atleta suec, especialista en el decatló, que va competir en els anys posteriors a la fi de la Segona Guerra Mundial.
El 1948 va prendre part en els Jocs Olímpics d'Estiu de Londres, on fou quinzè en la prova del decatló del programa d'atletisme. Quatre anys més tard, als Jocs de Hèlsinki, fou setè en la mateixa prova.
En el seu palmarès destaca una medalla de bronze en la prova del decatló al Campionat d'Europa d'atletisme de 1950, rere Ignace Heinrich, i vuit campionats nacionals: dos de decatló (1949 i 1951), dos de salt d'altura (1949 i 1953) i quatre de salt de llargada (1949, 1951, 1953 i 1955).

## Millors marques
- Decatló. 7.175 punts (1950)[5]